# Album Rosso (Coro Edelweiss)
Album Rosso è il quinto album del Coro Edelweiss, uscito nel 2008.
Si tratta della quinta produzione discografica del Coro Edelweiss del C.A.I. di Torino; appaiono alcuni canti del coro S.A.T. di Trento ed alcuni canti armonizzati dal coro Edelweiss stesso e riproposti in una nuova veste dopo molti anni. Compaiono per la prima volta canti di armonizzatori "non tradizionali" come Azio Corghi (con il brano "La Forssa dij Alpin", tratto dall'opera "Alpincord" scritta dal compositore per il coro stesso) o Alessandro Buggiani. Compare per la prima volta il canto "Fa la nana" composto dal maestro Raf Cristiano con parole di un corista. Compare per la prima volta il canto tradizionale Occitano "Se chanto", considerato unanimemente il vero "inno" dei paesi Occitano/Provenzali, conosciuto dalle valli piemontesi sino alle valli pirenaiche franco-spagnole e qui proposto nel dialetto occitano delle valli pinerolesi.

## Tracce
1. Alla Patria - arm. T.C. Edelweiss
2. Bonsoir mes amis - arm. L.F. Edelweiss
3. La canzone della Julia (Il 16 Settembre) - arm. Edelweiss
4. A Torino piazza San Carlo - arm. T.C. Edelweiss
5. Al reggimento - arm. Edelweiss
6. Se chanto - arm. G. Sportelli
7. Ce bjelis maninis - arm. L. Mazzari
8. Le sette suonava - arm. A. Tieppo
9. Tramonto aquilano - arm. G. Bronzetti
10. Non aprite quella porta - arm. A. Buggiani
11. Entorno al foch - arm. A. Benedetti Michelangeli
12. Era nato poveretto - arm. A. Benedetti Michelangeli
13. La mia bela la mi aspeta - arm. A. Benedetti Michelangeli
14. Ferdinando s'innamora - arm. R. Dionisi
15. La maitinade del Nane Periot - arm. L. Pigarelli
16. Fa la nana - arm. Raf Cristiano
17. La forssa d'j Alpin - arm. A. Corghi
18. Signore delle cime - arm. B. De Marzi
19. La Montanara - arm. Ortelli-Pigarelli